# Лин
Вижте пояснителната страница за други значения на Лин.
Линът (Tinca tinca), също каленик, е вид речна риба от семейство Шаранови. Широко разпространена в цяла Европа, тя обитава блата, езера и бавнотечащи реки с кални дъна, гъста растителност и ниско съдържание на кислород.
Линът е бавнорастяща риба и обикновено достига 2 кг. Въпреки това, съществуват и доста по-едри екземпляри. Световният рекорд е 4,64 кг и е поставен в река Люнгбион край Калмар, Швеция. На цвят е маслиненозелена и люспите ѝ са ситни. Тялото ѝ е тромаво и пригодено за бавен и ленив начин на живот. Перките са закръглени и малки в сравнение с останалото тяло. Очите ѝ са малки и червени на цвят. Устата ѝ има чифт мустачки, като на шаран. Покрита е със слуз, която я прави доста хлъзгава.
Храни се с растения, насекоми и мекотели, които издълбава от дъното. Линът е обект на риболов и е силен боец.